# 59 Draconis
59 Draconis är en misstänkt variabel i stjärnbilden Draken.
59 Dra varierar mellan visuell magnitud +5,10 och 5,21 utan någon fastställd periodicitet.